# Моссбах
Моссбах (нем. Moßbach) — община в Германии, в земле Тюрингия. 
Входит в состав района Заале-Орла. Подчиняется управлению Зеенплатте.  Население составляет 409 человек (на 31 декабря 2010 года). Занимает площадь 9,70 км².